# Tour de Selangor
O Tour de Selangor é uma carreira ciclista malaia que se celebra no mês de dezembro ao redor da região de Selangor na Malásia. A carreira organizou-se pela primeira vez no ano de 2017 e faz parte do UCI Asia Tour baixo a categoria 2.2.

## Palmarés
| Ano  | Vencedor             | Segundo                    | Terceiro         |
| ---- | -------------------- | -------------------------- | ---------------- |
| 2017 | Muhamad Zawawi Azman | Nik Mohamad Azman Zulkifli | Ryōhei Komori    |
| 2019 | Marcus Culey         | Loïc Desriac               | Shotaro Watanabe |

## Palmarés por países
| País      | Vitórias |
| --------- | -------- |
| Austrália | 1        |
| Malásia   | 1        |